# 瓦尔德布雷迪穆斯
瓦尔德布雷迪穆斯（德语、法语：Waldbredimus），又译瓦尔德布雷迪米斯，是卢森堡东南部的一个市镇和小镇，属于雷米希县。 